# Marath Bolanos López
Marath Bolanos López, né le 7 juillet 1986 à Nezahualcóyotl, est un fonctionnaire et homme politique mexicain. Il est Secrétaire au Travail et à la Prévision sociale depuis le 20 juin 2023.
Député de l'Assemblée constituante de Mexico entre 2016 et 2017, il est secrétaire particulier de Marcelo Ebrard entre décembre 2018 et septembre 2020, puis devient Sous-secrétaire à l'Emploi et la productivité du Travail entre octobre 2020 et juin 2023.

## Biographie

### Études et parcours professionnel
Marath Bolaños López est titulaire d'un diplôme en relations internationales de l'université nationale autonome du Mexique et d'un master en études latino-américaines. Il a développé des recherches sur la culture politique et tradition communautaire populaire. Il a participé à divers projets de recherche et à un séjour de recherche à l'étranger.
Il est professeur à l'Université nationale autonome du Mexique dans le parcours des relations internationales, sociologie et sciences de la communication de la Faculté des sciences politiques et sociales. Il enseigne ale sujet de la culture politique au Mexique.

### Parcours politique
Entre 2016 et 2017, il est député de l'Assemblée constituante de Mexico et membre du groupe parlementaire de MORENA, chargé de l'écriture et l'élaboration de la première constitution politique de Mexico. Il rejoint la commission des Droits et des Maires.
Après l'élection d'Andrés Manuel López Obrador à la présidence et à partir du 1er décembre 2018, il est nommé secrétaire particulier du Secrétaire des Relations extérieures Marcelo Ebrard, jusqu'au 30 septembre 2020.
Entre le 1er octobre 2020 et le 20 juin 2023, il est Sous-secrétaire à l'Emploi et la productivité du Travail, chargé du programme les « Jeunes construisent le futur » (Jóvenes Construyendo el Futuro).
Le 20 juin 2023, il est nommé Secrétaire au Travail et à la Prévision sociale par AMLO, ce dernier soulignant la volonté de faire émerger une nouvelle génération aux responsabilités, avec Luisa María Alcalde Luján.